# يوكو شيمادا
يوكو شيمادا (باليابانية: 島田陽子؛ بالكانا: しまだ ようこ) هي ممثلة يابانية، ولدت في 17 مايو 1953 في كوماموتو في اليابان. من الجوائز التي نالتها جائزة إيلان دور للوافد الجديد للسنة ‏ سنة 1974.

## جوائز
- جائزة إيلان دور للوافد الجديد للسنة [الإنجليزية]‏ (1974)

## وصلات خارجية
- يوكو شيمادا على موقع IMDb (الإنجليزية)
- يوكو شيمادا على موقع ألو سيني (الفرنسية)
- يوكو شيمادا على موقع ميوزك برينز (الإنجليزية)
- يوكو شيمادا على موقع أول موفي (الإنجليزية)
- يوكو شيمادا على موقع قاعدة بيانات الأفلام السويدية (السويدية)
- يوكو شيمادا على موقع ديسكوغز (الإنجليزية)
- يوكو شيمادا على موقع قاعدة بيانات الفيلم (الإنجليزية)
- يوكو شيمادا على موقع كينوبويسك (الروسية)